# Dactylispa burmana
Dactylispa burmana es una especie de insecto coleóptero de la familia Chrysomelidae.
Fue descrita científicamente en 1939 por Uhmann.